# Zvonimir Richtmann
Zvonimir Richtmann (Zagreb, 22. studenoga 1901. – Zagreb, 9. srpnja 1941.), bio je hrvatski fizičar, inženjer elektrotehnike i politički djelatnik.

## Životopis
Zvonimir Richtmann rođen je 1901. godine u Zagrebu gdje se i školovao. Apsolvirao je na Visokoj tehničkoj školi u Beču 1925. godine i na Filozofskom fakultetu u Zagrebu 1932. godine. Predavao je kao profesor u Srednjoj tehničkoj školi u Zagrebu. Držao je mnoga javna predavanja i objavljivao članke o fizici. Autor je nekoliko srednjoškolskih udžbenika iz fizike te je napisao knjigu Sigmund Freud 1937. godine. Objavljuje članke o odnosu suvremene znanosti i filozofije u kojima dovodi u pitanje marksističko-lenjinističke dogme. Kao ljevičar bio je jedan od ključnih protagonista tadašnjeg sukoba na ljevici i njegov članak Prevrat u naučnoj slici o svijetu, objavljen u prvom broju Krležina Pečata, izaziva pravu hajku na njega i na Krležu koji ga je uzeo u zaštitu. Biva proglašen revizionistom i trockistom te je sustavno napadan. Godine 1939. napao ga je, u Proleteru, Josip Broz u članku Trockizam i njegovi pomagači. Kao ljevičar više puta bio je zatvaran.
U ožujku 1941. godine uhićen je a nakon uspostave NDH i zatvoren u zatvoru u Savskoj cesti a zatim u Kerestincu. Komunisti s kojima je bio zatočen bojkotiraju ga i okružuju potpunom šutnjom a u Kerestincu je na njihov zahtjev prebačen u drugu sobu. Ustaše su ga likvidirale zajedno s Božidarom Adžijom, Ognjenom Pricom i Otokarom Keršovanijem u Dotršćini. Strijeljan je kao jedan od 'duhovnih začetnika' ubojstva redarstvenoga agenta Ljudevita Tiljka. U obavijesti MUP-a stajalo je da su: "Zvonimir Richtmann, inženjer i profesor, 39 godina star, židov, rodom iz Zagreba i drugi, kao duhovni začetnici tog zločina osuđeni po senatu pokretnog priekog suda na smrt i strijeljani."